# Ожеговы (Кобрское сельское поселение)
Ожеговы — опустевшая деревня в Даровском районе Кировской области в составе Кобрского сельского поселения.

## География
Находится на правом берегу Моломы на расстоянии примерно 37 км по прямой на северо-восток от райцентра поселка  Даровской.

## История
Известна была с 1873 году, когда здесь (починок Сельковский или Ожёговы) учтено было дворов 4 и жителей 36, в 1905 8 и 70, в 1926 (деревня Ожёгово или Сельковский) 14 и 70, в 1950 18 и 64, в 1989 оставалось 30 жителей. Нынешнее название утвердилось с 1939 года.

## Население
Постоянное население  составляло 20 человек (русские 100%) в 2002 году, 1 в 2010.